# Parviturbo
Parviturbo is een geslacht van weekdieren uit de klasse van de Gastropoda (slakken).

## Soorten
- Parviturbo acuticostatus (Carpenter, 1864)
- Parviturbo agulhasensis (Thiele, 1925)
- Parviturbo alboranensis Peñas & Rolán, 2006
- Parviturbo alfredensis (Bartsch, 1915)
- Parviturbo annejoffeae Rubio, Rolán & Lee, 2015
- Parviturbo azoricus Rubio, Rolán & Segers, 2015
- Parviturbo billfranki Rubio, Rolán & Lee, 2015
- Parviturbo boucheti Rubio, Rolán & Fernández-Garcés, 2015
- Parviturbo brasiliensis Rubio, Rolán & Lee, 2015
- Parviturbo comptus (Woodring, 1928)
- Parviturbo dengyanzhangi Rubio, Rolán & Lee, 2015
- Parviturbo dispar Rubio, Rolán & Letourneux, 2015
- Parviturbo elegantulus (Philippi, 1844)
- Parviturbo ergasticus Rubio, Rolán & Gofas, 2015
- Parviturbo fenestratus (Chaster, 1896)
- Parviturbo fortius Rubio, Rolán & Fernández-Garcés, 2015
- Parviturbo gofasi Rubio, Rolán & Fernández-Garcés, 2015
- Parviturbo granulum (Dall, 1889)
- Parviturbo guadeloupensis Rubio, Rolán & Fernández-Garcés, 2015
- Parviturbo insularis Rolán, 1988
- Parviturbo javiercondei Rubio, Rolán & Fernández-Garcés, 2015
- Parviturbo marcosi Rubio, Rolán & Fernández-Garcés, 2015
- Parviturbo maturensis Jung, 1969 †
- Parviturbo milium (Dall, 1892) †
- Parviturbo multispiralis Rubio, Rolán & Fernández-Garcés, 2015
- Parviturbo pombali Rubio, Rolán & Fernández-Garcés, 2015
- Parviturbo rectangularis Rubio, Rolán & Fernández-Garcés, 2015
- Parviturbo rehderi Pilsbry & McGinty, 1945
- Parviturbo robustior Rubio, Rolán & Lee, 2015
- Parviturbo rolani Engl, 2001
- Parviturbo seamountensis Rubio, Rolán & Gofas, 2015
- Parviturbo sola (Barnard, 1963)
- Parviturbo sphaeroideus (S. V. Wood, 1842) †
- Parviturbo stearnsii (Dall, 1918)
- Parviturbo tuberculosus (d'Orbigny, 1842)
- Parviturbo vanuatuensis Rubio, Rolán & Fernández-Garcés, 2015
- Parviturbo venezuelensis Weisbord, 1962 †
- Parviturbo weberi Pilsbry & McGinty, 1945
- Parviturbo zylmanae Rubio, Rolán & Lee, 2015